# Basileuterus trifasciatus
La reinita de Cajamarca, conocida también como chiví de tres franjas o reinita tribandeada, (Basileuterus trifasciatus) es una especie de ave paseriforme de la familia Parulidae que vive en América del Sur.

## Distribución y hábitat
Se lo encuentra en  Ecuador y Perú. Su hábitat natural son los bosques montanos húmedos subtropicales o tropicales, y los bosques muy degradados.